# Église Saint-Michel de La Garde-Adhémar
L'église Saint-Michel est une église romane située à La Garde-Adhémar dans le département français de la Drôme en région Rhône-Alpes.

## Historique
D'abord chapelle castrale (XIe siècle ?), elle devint au début du XIIe siècle église paroissiale, dépendante de l'abbaye de Tournus jusqu'en 1540, époque où le pape Paul III la donna au chapitre de l'église  collégiale de Grignan, qui en perçut les revenus jusqu'à la Révolution française.
Des études historiques récentes ont montré que l'église a été régulièrement entretenue par la communauté jusqu'à la Révolution française, seul l'entretien du chœur et de la moitié du transept incombant au chapitre de Grignan.
L'église Saint-Michel fut restaurée en 1850 grâce à l'intervention de Prosper Mérimée.
Elle fait l'objet d'un classement au titre des monuments historiques depuis 1862.

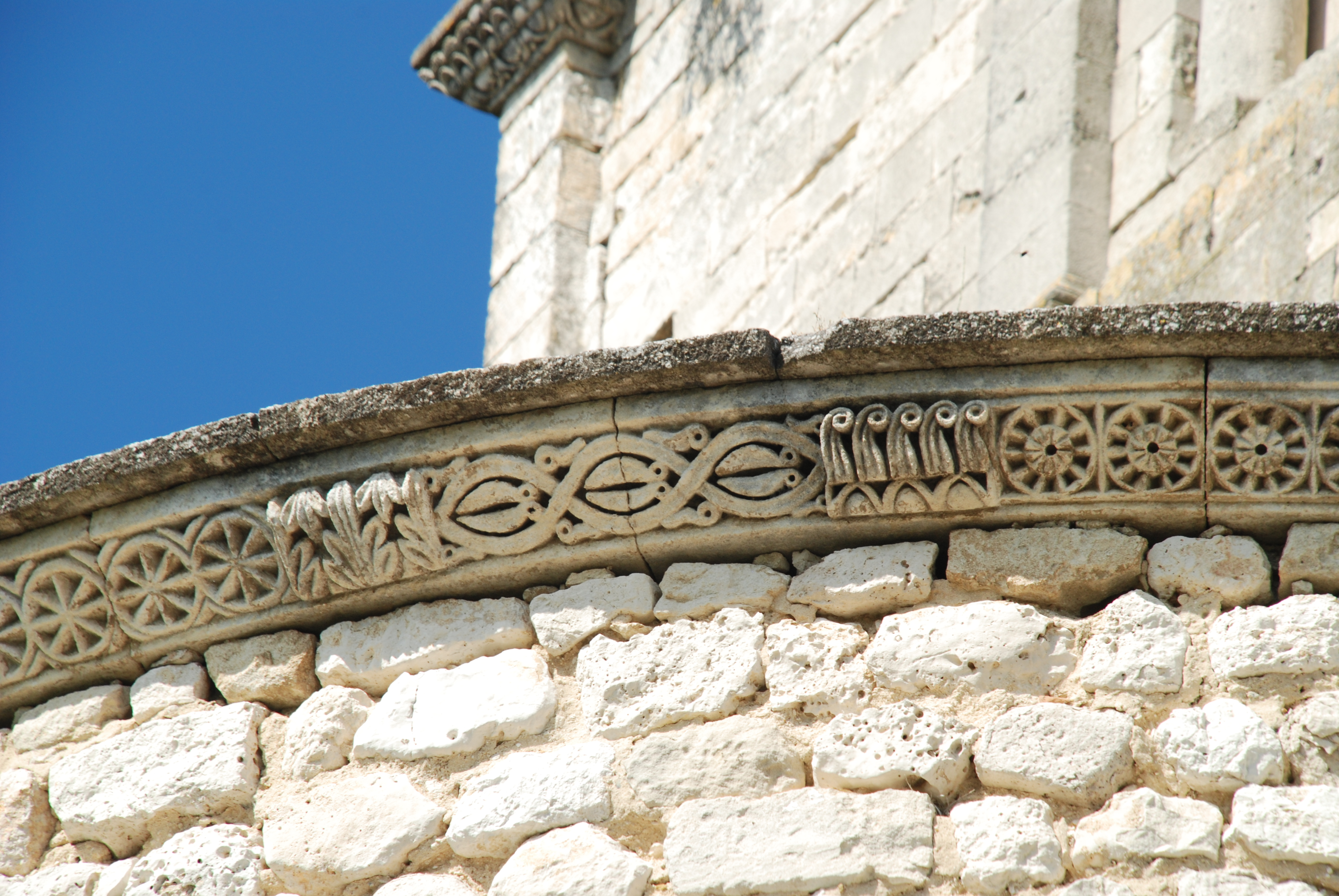
Frise surmontant l'abside occidentale.

## Architecture

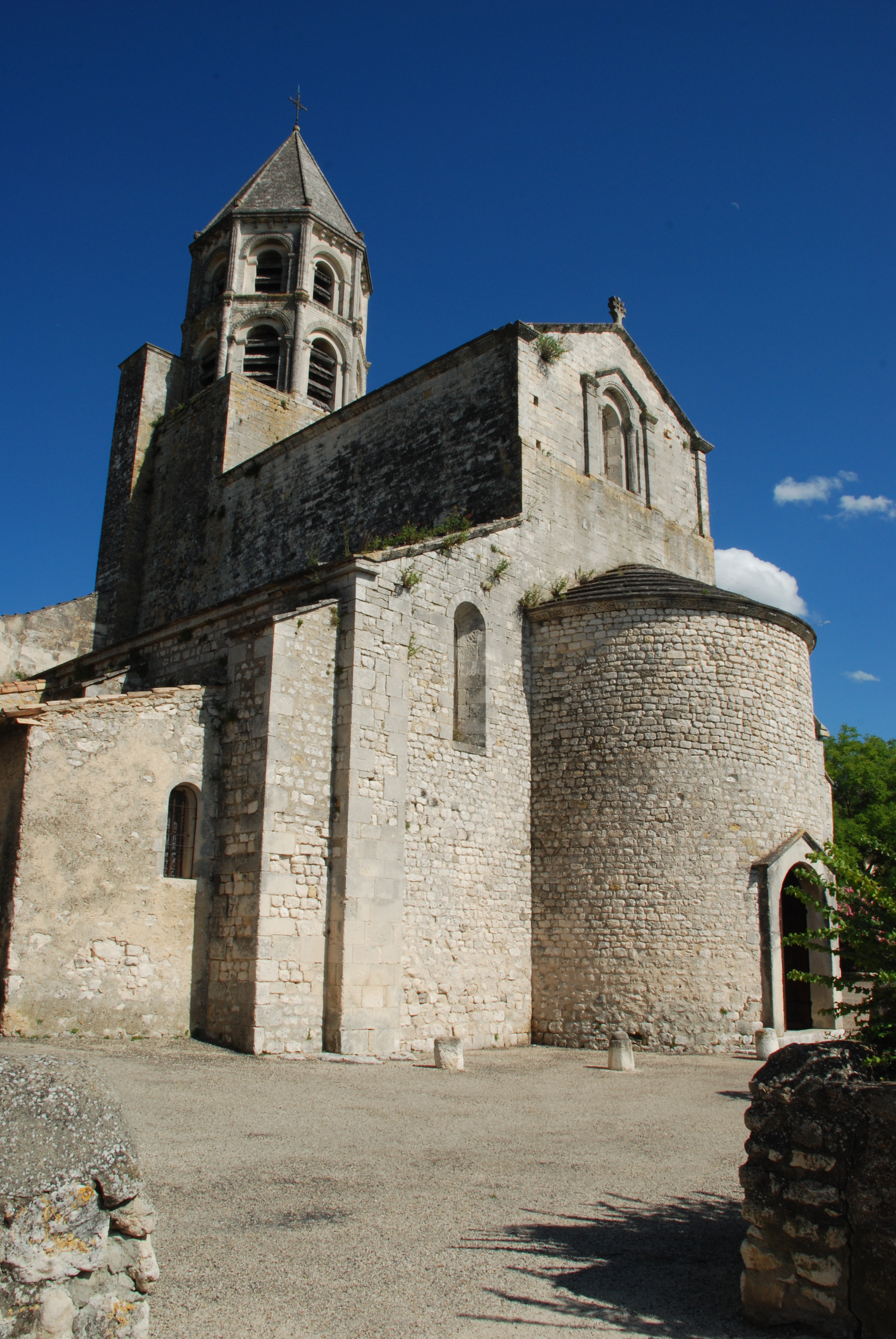
La façade occidentale.

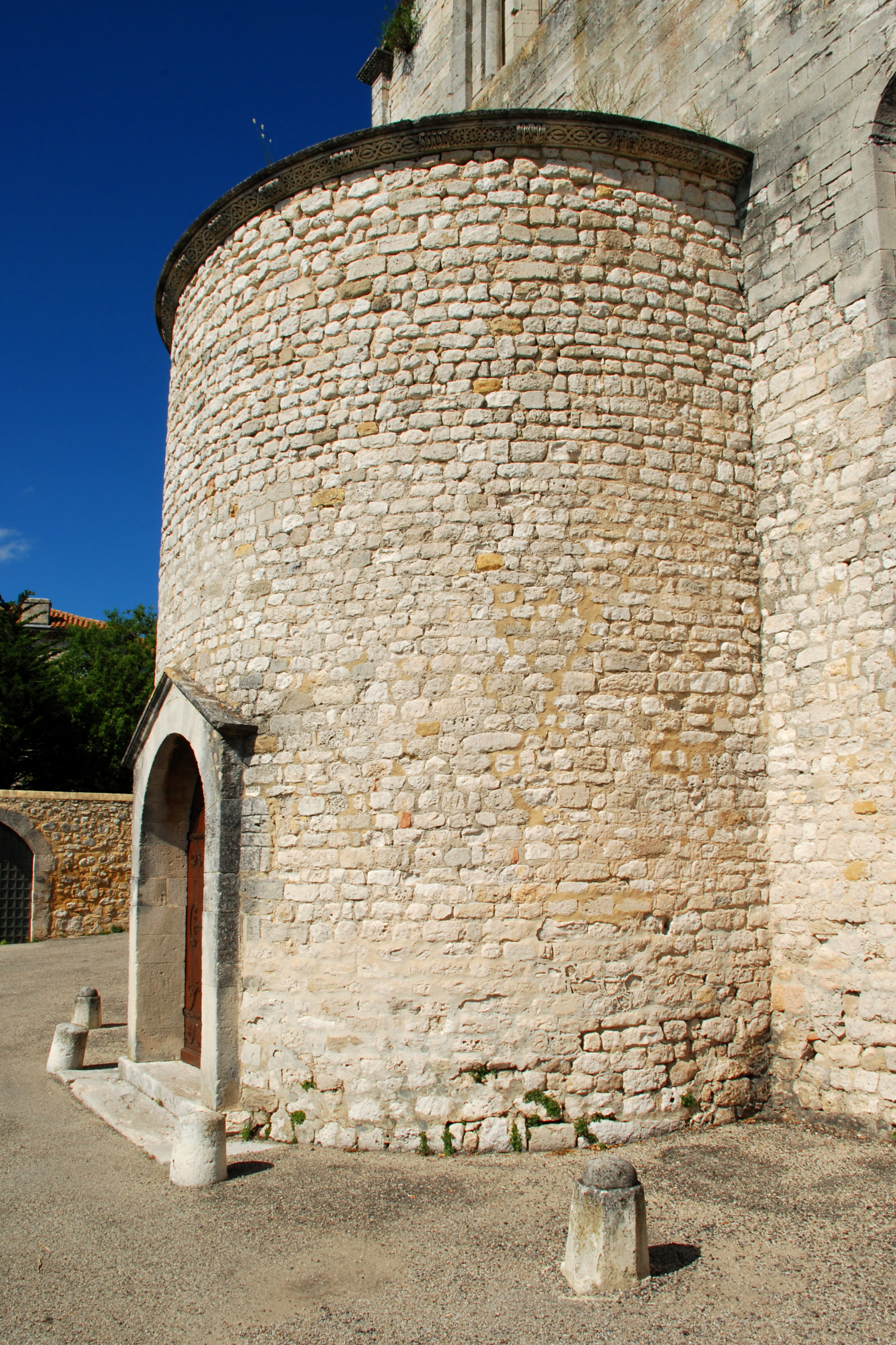
L'abside occidentale.

### Matériaux
La partie haute des maçonneries de l'église Saint-Michel est bâtie en pierre de taille en moyen appareil alors que la partie basse est construite en moellons, la pierre de taille y étant limitée aux encadrements des baies et aux chaînages d'angle.

### L'abside occidentale
La grande particularité de l'église de La Garde-Adhémar est de posséder une abside occidentale (ou contre-abside), ce qui lui a valu d'être comparée aux églises allemandes des bords du Rhin et de Basse-Saxe, souvent caractérisées par une abside occidentale romane accolée au massif occidental de tradition carolingienne et ottonienne.
L'abside occidentale est entièrement réalisée en moellons et est surmontée d'une élégante frise romane ponctuée de faux modillons ornés de feuilles d'acanthe.

### La fenêtre occidentale
Au-dessus de l'abside occidentale, la partie haute de la façade occidentale, construite en pierre de taille, est ornée d'une fenêtre qui constitue un bel exemple d'art roman provençal inspiré de l'antique : cette fenêtre est encadrée d'élégantes colonnettes et surmontée d'un fronton supporté par des pilastres surmontés de chapiteaux à feuilles d'acanthe.
La façade est surmontée d'une élégante frise romane semblable à celle qui surmonte l'abside occidentale.

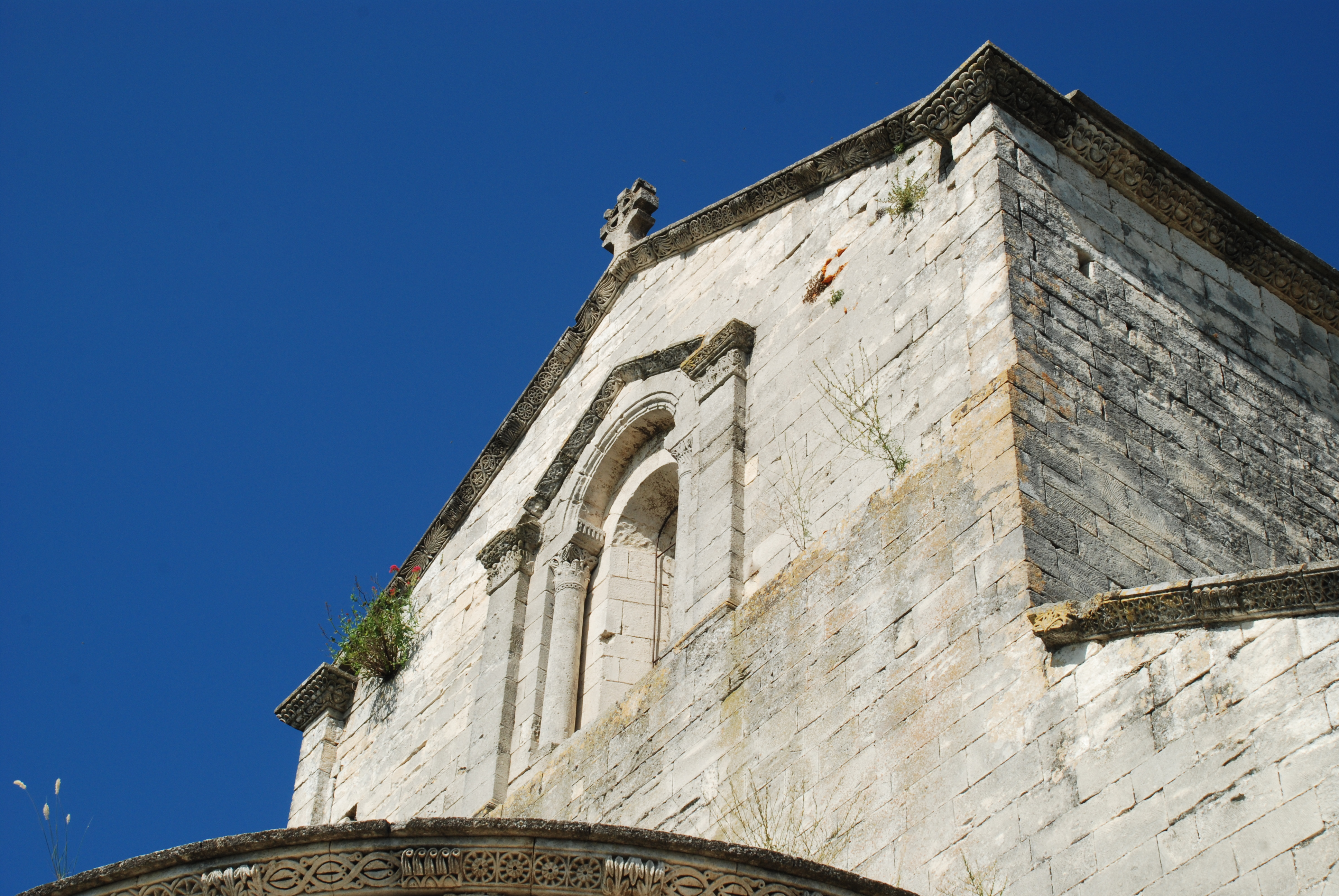
La fenêtre occidentale.

### Le clocher

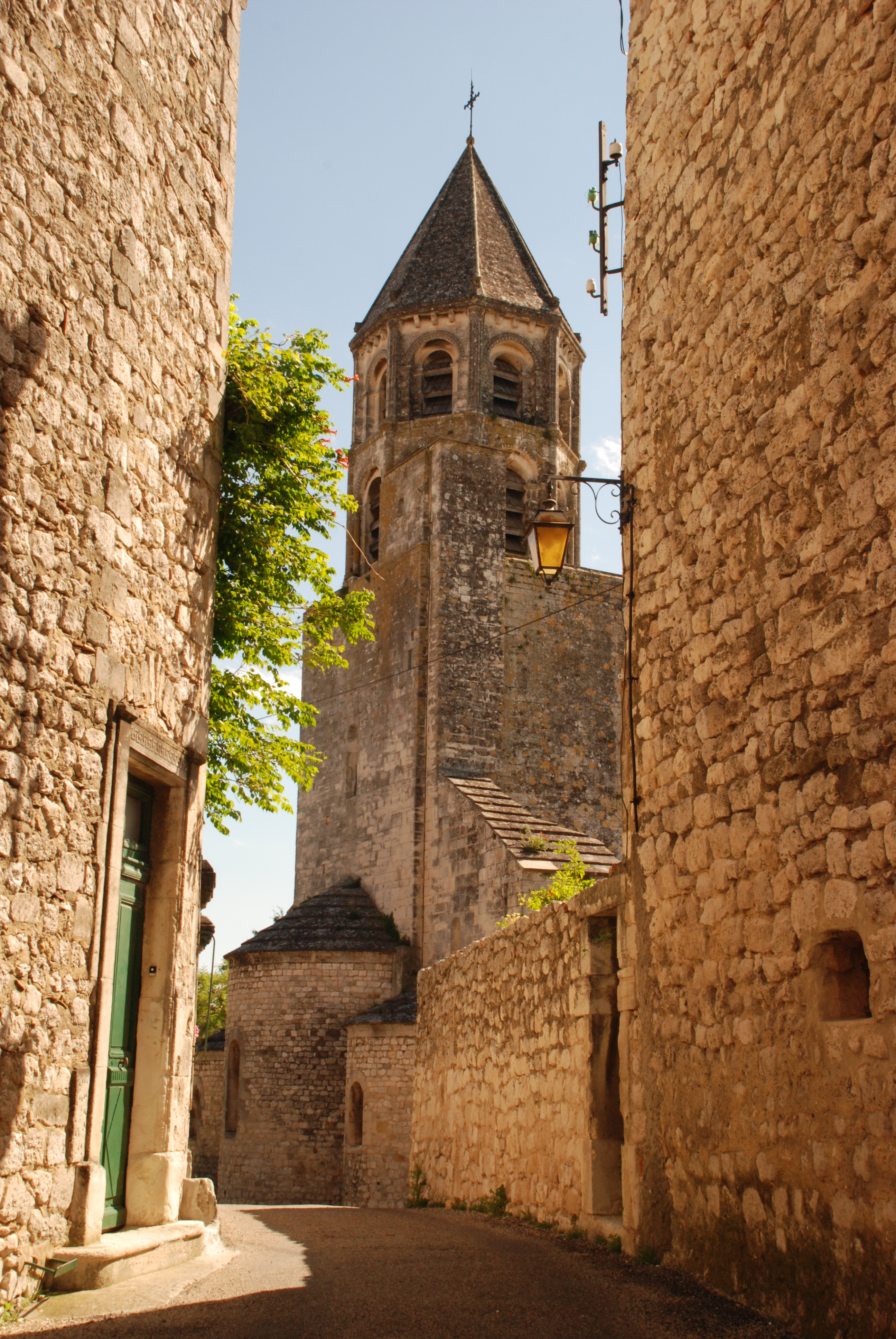
Le chevet et le clocher.

L'église est surmontée d'un élégant clocher dont seul le premier étage conserve des éléments romans, le second étage et la pyramide octogonale qui le surmonte étant des ajouts néoromans du XIXe siècle dus à l'architecte Questel.

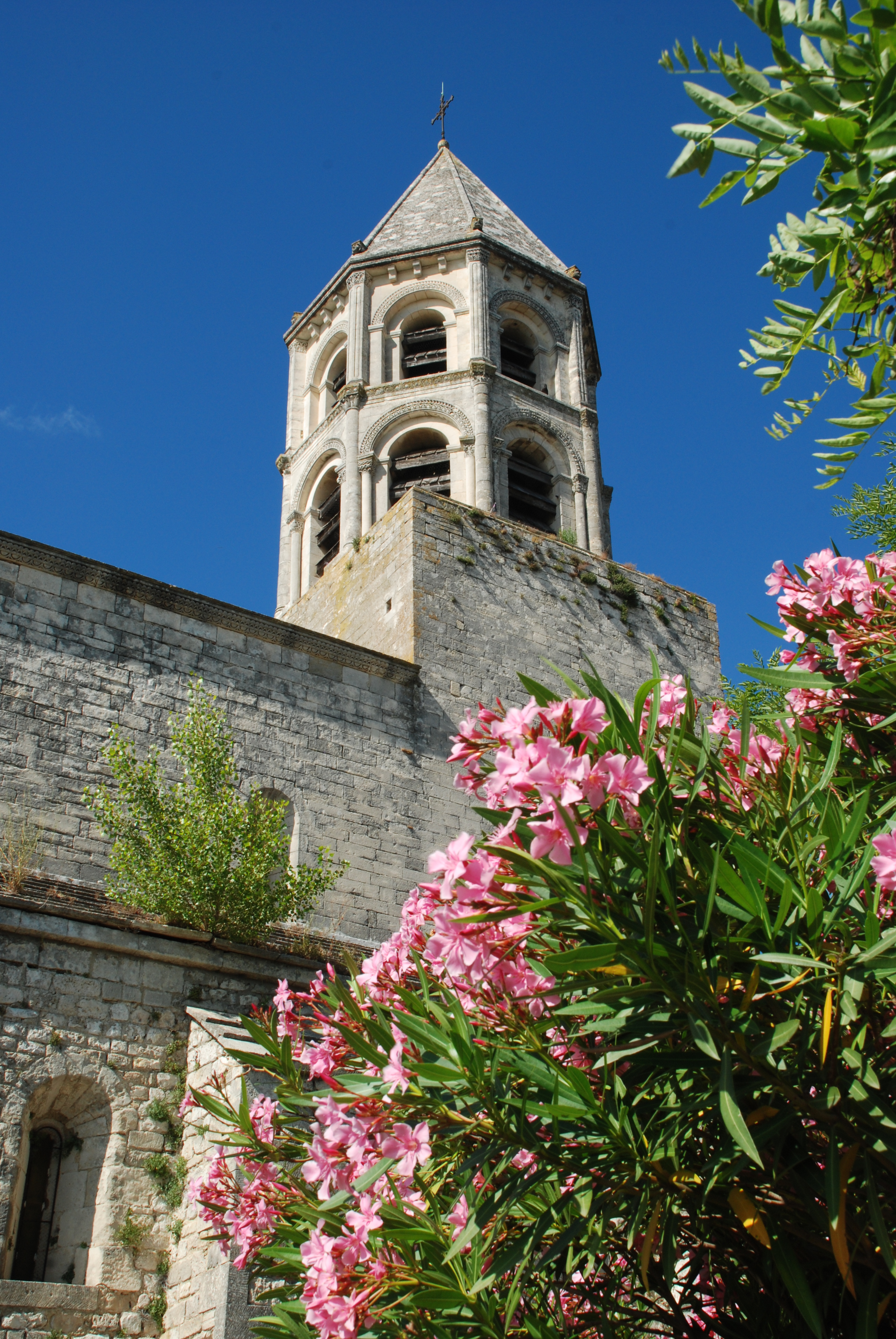
Le clocher.

### Le chevet
Le chevet est constitué d'une triple abside bâtie en moellons. L'abside et les deux absidioles sont chacune percée d'une fenêtre encadrée de pierre de taille.

### L'intérieur
La dernière travée de la nef principale du côté de l'est est couverte d'une coupole à huit pans sur trompes coniques.
La chapelle latérale septentrionale abrite une statue romane très ancienne (XIIe siècle) qui reçut au cours du XIXe siècle le nom de Notre-Dame-du-Bon-Secours.
Les collatéraux, voûtés en quart de cercle, servent de contreforts.
Un autel votif aux déesses nymphes retrouvé au début du XXe siècle près du site du Val des Nymphes est conservé dans l'entrée de l'église.

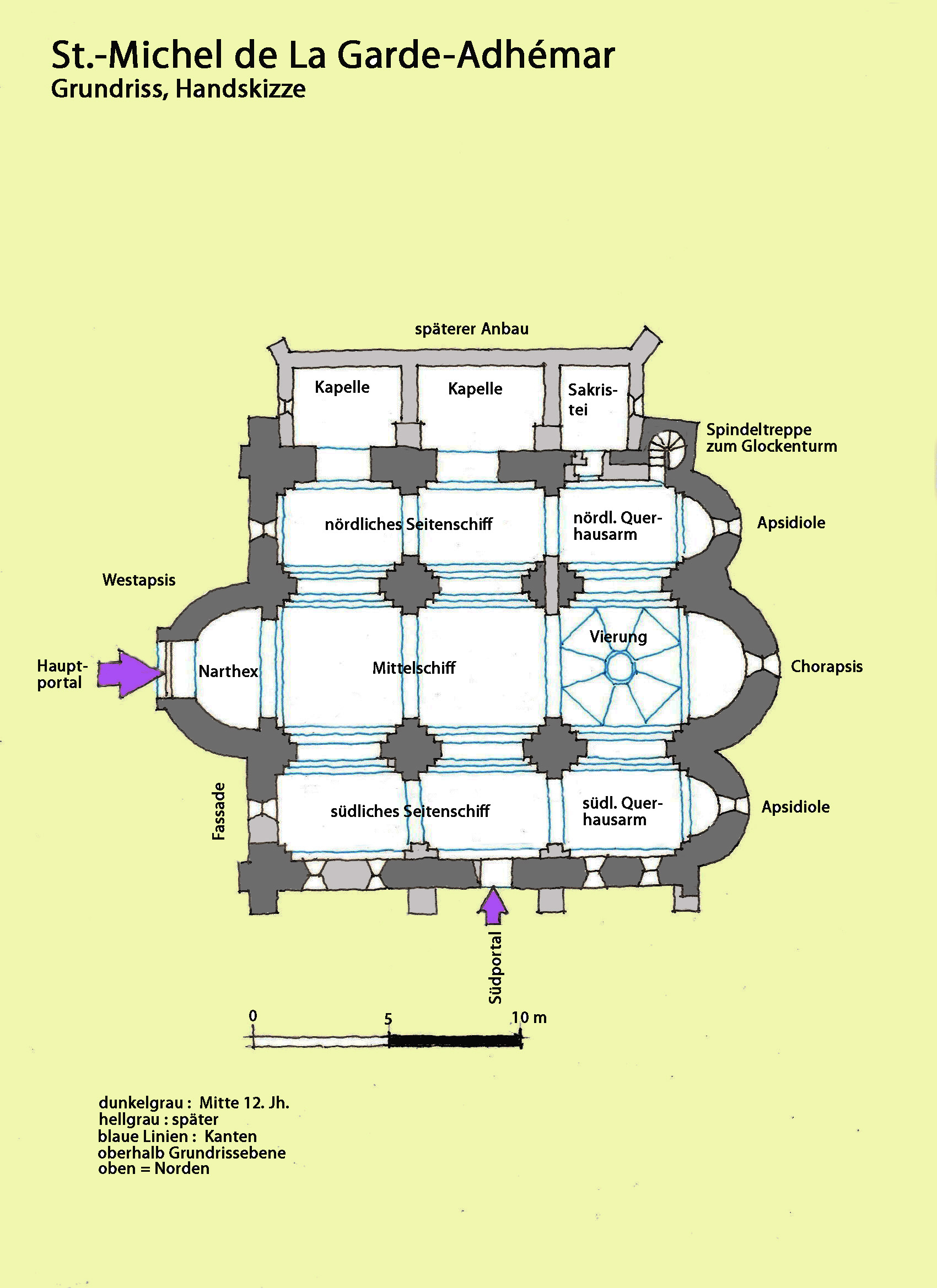
Plan de l'église.
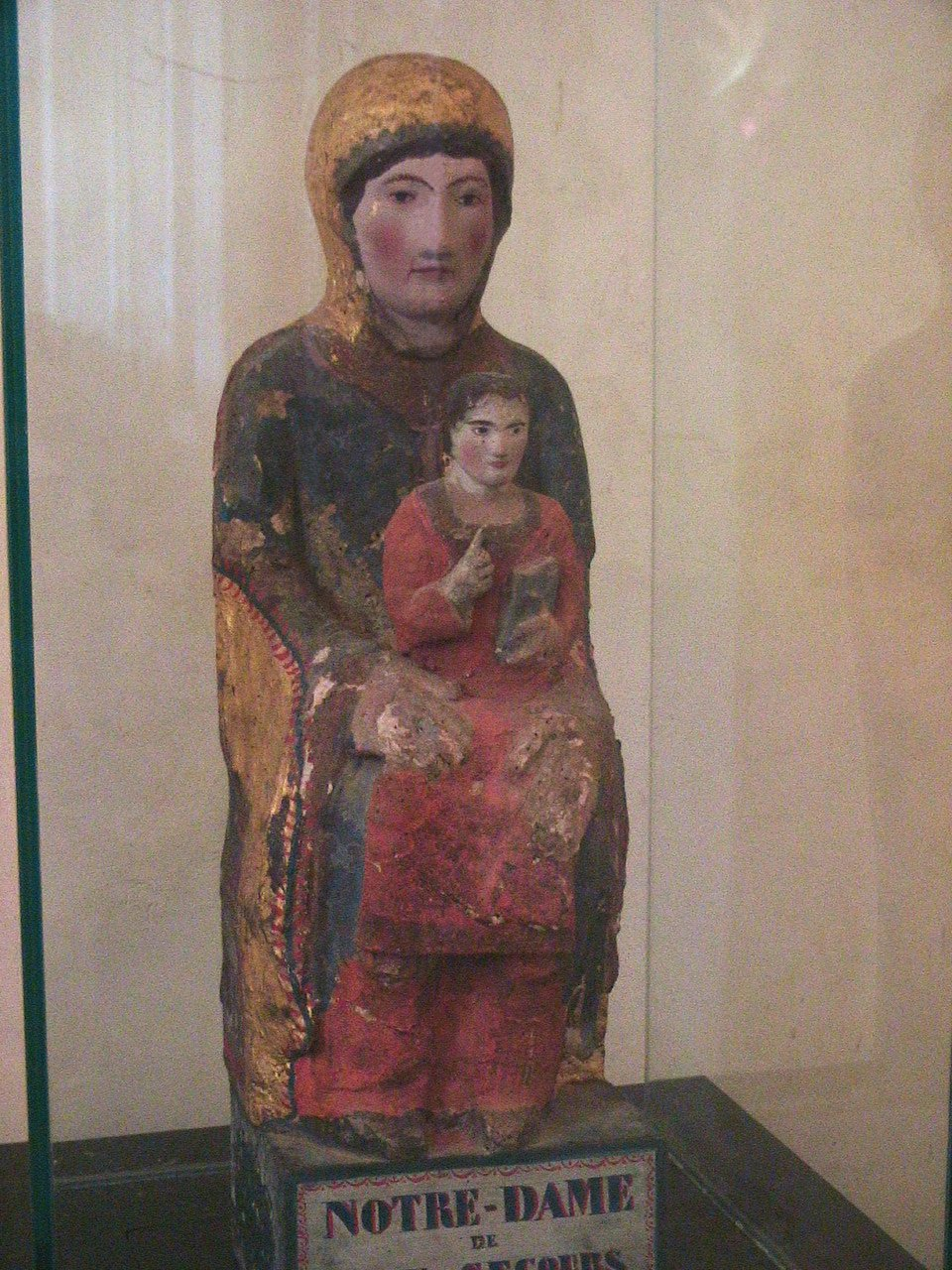
Notre-Dame-du-Bon-Secours (XIIe siècle).
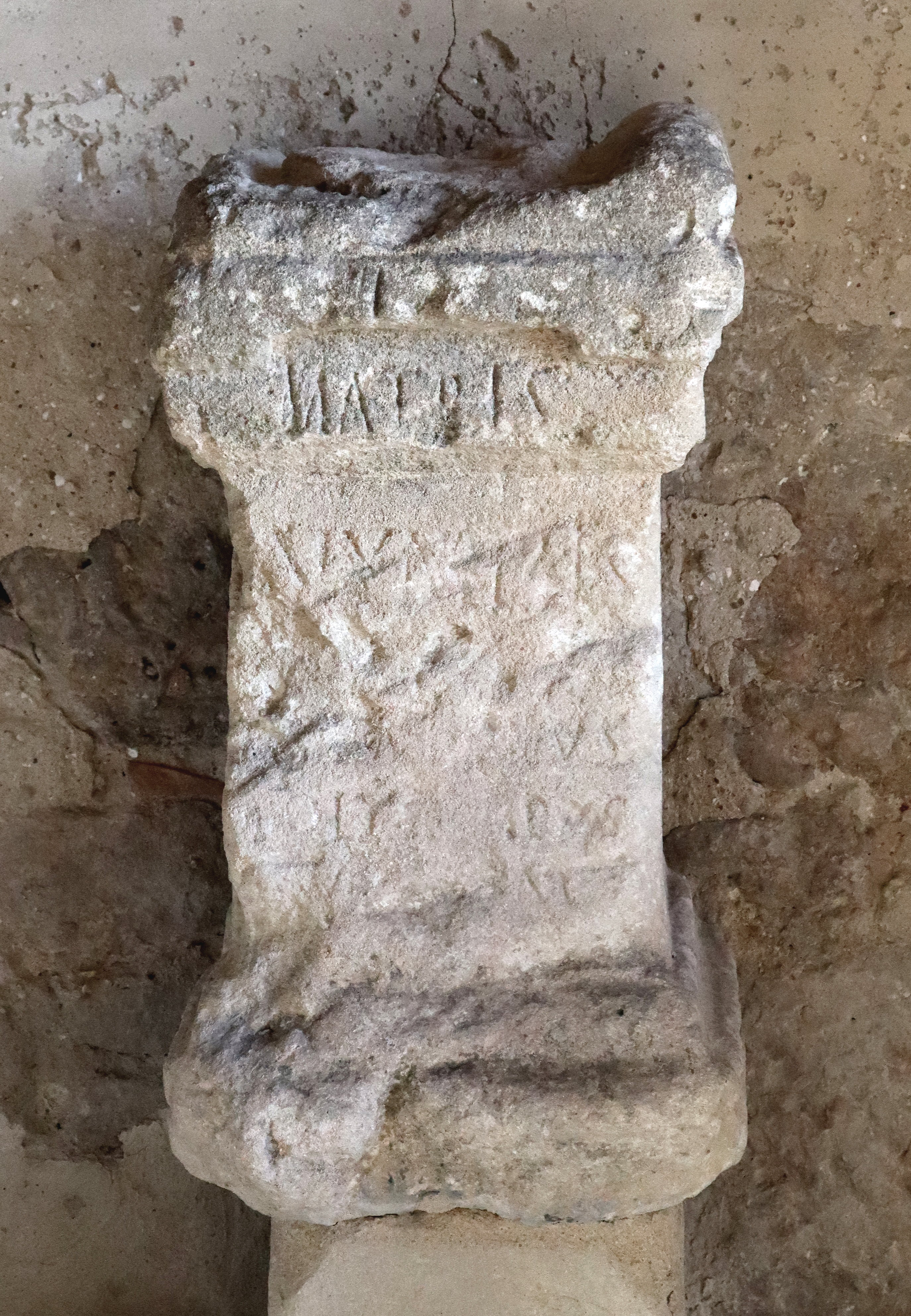
Autel votif aux déesses nymphes.